# História do Acre

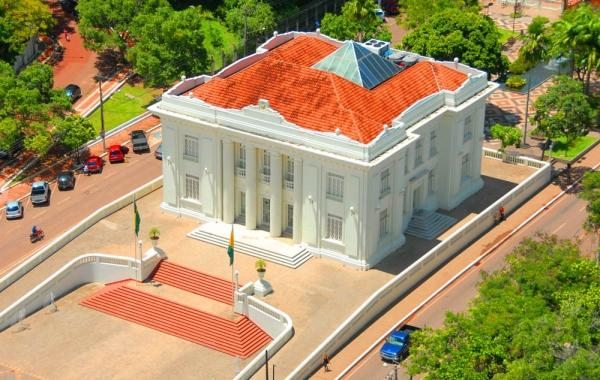
Palácio Rio Branco, sede do governo assim nomeada em homenagem ao Barão do Rio Branco, e obelisco em homenagem aos heróis da Revolução Acriana.

A História do Acre revela aspectos importantes da história brasileira, principalmente durante os séculos XIX e XX.

## Período pré-cabralino

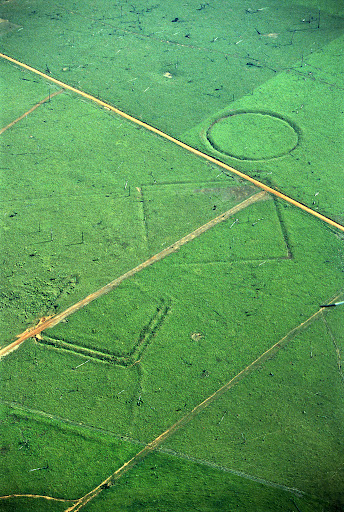
Geoglifos em terras desmatadas na floresta amazônica do Acre, no Brasil

Na região do atual estado do Acre, foram encontrados inúmeros Geoglifos (estruturas feitas no solo) com idade variável em até 2 100 anos. Pela complexidade, remetem às civilizações pré-colombianas, demonstrando de elevado grau de conhecimento em várias áreas e domínio de avançadas técnicas de movimentação de terra e água. As últimas escavações fizeram uma descoberta importante em Xapuri: um buraco de esteio em boas condições foi localizado em um geoglifo de formato redondo, reforçando a tese de que os índios daquela época poderiam ter usado fortificações paliçadas para habitação e segurança.

## Colonização europeia
As secas nordestinas e o apelo econômico da borracha — produto que, no fim do século XIX, começava sua trajetória de preços altos nos mercados internacionais — inscrevem-se entre as causas predominantes na movimentação de massas humanas em busca do Eldorado acreano. As penetrações portuguesas do período colonial já haviam atingido seus pontos máximos no Brasil durante o século XVIII. Consequência inevitável foi a dilatação do horizonte geográfico na direção oeste, atingindo terras de posse espanhola, fato que se tornou matéria dos tratados de Madri (1750) e de Santo Ildefonso (1777). Ambos os tratados, partindo das explorações feitas por Manuel Félix de Leme nas bacias do Guaporé e do Madeira, estabeleceram como linha divisória das possessões respectivas, na área em questão, os leitos do Mamoré e do Guaporé até seu limite máximo ocidental, na margem esquerda do Javari.
O povoamento da zona, estimulado pela criação da nova capitania real de Mato Grosso (1751), deu-se na direção da fronteira, surgindo alguns centros importantes: Vila Bela (1752), às margens do Guaporé, Vila Maria (1778), no rio Paraguai, e Casalvasco (1783).

## Período imperial
Até meados do século XIX não se pensou em povoamento sistemático da área. Nessa época, o grande manancial virgem de borracha que aí se encontra atraíra o interesse mundial, provocando sua colonização de modo inteiramente espontâneo.
A política econômica do Império do Brasil, orientada para a atividade agrário-exportadora com base no café, não comportava o aproveitamento e a incorporação dos territórios do extremo ocidental. Desse descaso, resultou que, no Atlas do Império do Brasil (1868), de Cândido Mendes de Almeida, modelar em seu tempo, não figurassem o Rio Acre e seus principais tributários, completamente desconhecidos dos geógrafos.
Apesar de tal política, alguns sertanistas brasileiros exploravam aquela região agreste e despovoada, desconhecendo se pertenciam ao Brasil, ao Peru ou à Bolívia. Assim, ainda em meados do século XIX, no impulso que a procura da borracha ocasionou, solicitada que era no mercado internacional, várias expedições esquadrinharam a área, buscando facilitar a instalação dos colonos. Nessa época, João Rodrigues Cametá iniciou a conquista do rio Purus; Manuel Urbano da Encarnação, índio mura grande conhecedor da região, atingiu o Rio Acre, subindo-o até as proximidades do Xapuri; e João da Cunha Correia alcançou a bacia do alto Tarauacá. Todo esse desbravamento se deu, na maior parte, em terras bolivianas.
As atividades exploradoras, a importância industrial das reservas de borracha e a penetração de colonos brasileiros na região suscitaram o interesse da Bolívia, que solicitou melhor fixação de limites. Após várias negociações fracassadas, em 1867 assinou-se o Tratado de Ayacucho, que reconhecia o uti possidetis colonial. A divisória foi estabelecida pelo paralelo da confluência dos rios Beni-Mamoré, em direção ao leste, até a nascente do Javari, embora ainda não fossem conhecidas as cabeceiras desse rio.

### Migração nordestina
À proporção que subia no mercado o preço da borracha, crescia a demanda e aumentava a corrida para a Amazônia. Os seringais multiplicavam-se, assim, pelos vales do Acre, do Purus e, mais a oeste, do Tarauacá: em um ano (1873-1874), na bacia do Purus, a população subiu de cerca de mil para quatro mil habitantes. Por outro lado, o governo imperial, já sensível às ofertas decorrentes da procura da borracha, considerou brasileiro todo o vale do Purus.
Também na segunda metade do século XIX registraram-se perturbações no equilíbrio demográfico e geoeconômico do império, com o surto cafeeiro no Sul canalizando os recursos financeiros e de mão de obra, em detrimento do Nordeste. O empobrecimento crescente dessa região impulsionou ondas migratórias em direção aos estados do Rio de Janeiro, Minas Gerais e São Paulo. O movimento de populações tornou-se particularmente ativo durante a seca prolongada no interior nordestino, de 1877 a 1880, expulsando centenas de nordestinos, que rumaram para os seringais em busca de trabalho.
O avanço da migração nordestina processou-se até as margens do Juruá e acelerou a ocupação das terras que mais tarde a Bolívia reclamaria. Os grandes leitos fluviais e a rede de seus tributários eram então intensamente trafegados por flotilhas de embarcações do mais variado porte, transportando colonos, mercadorias e material de abastecimento para os núcleos mais afastados. Os governos do Amazonas e do Pará logo instituíram as chamadas casas aviadoras, que financiavam vários tipos de operações, garantiam créditos e promoviam o incentivo comercial nos seringais.
Planta nativa, a seringueira escondia-se no emaranhado de outras árvores, igualmente nativas, obrigando o homem que saía no encalço da borracha a construir um verdadeiro labirinto, com trilhas em ziguezague na selva. Do seringal surgiu a figura humana do seringueiro, associado à planta para explorá-la. Seringueiro-patrão, beneficiário do crédito da casa aviadora, e seringueiro-extrator, aviado, por sua vez, do patrão. Um morando no barracão, sempre localizado à beira do rio, com aparências de domínio patriarcal, outro, na barraca, de construção tosca, no meio da selva. (De 1920 em diante usa-se o neologismo seringalista para designar o patrão.)
Completara-se, assim, antes de findar o século XIX, a ocupação brasileira do espaço geográfico do Acre, onde mais de cinquenta mil pessoas formavam, no recesso da mata dos três vales hidrográficos, uma sociedade original, cujo objetivo único era produzir borracha. Todo esse labor, porém, se operava no solo da Bolívia, país que, por fatalidade da geografia, não pudera completar a integração social e econômica, e mesmo política e geográfica, dos extensos vales do Acre, do alto Purus e do alto Juruá na comunidade nacional.
Com efeito, o artigo 2.º do Tratado de Ayacucho, concluído pelo Brasil e pela Bolívia em 1867, mandara que a linha de fronteira fosse uma paralela tirada da foz do rio Beni com o Mamoré (10º20'), até encontrar a nascente do Javari. Com um adendo: se o Javari tivesse as nascentes ao norte dessa linha leste-oeste, a fronteira correria, desde a mesma latitude, por uma reta a buscar a origem principal do Javari. 
No ano de 1877, no entanto, época dos primeiros estabelecimentos de brasileiros no Acre, ninguém sabia por onde passava o limite previsto naquele tratado. Ignorava-se, por outra parte, a exata latitude da nascente do Javari. Eram problemas técnico-geográficos difíceis de solver com presteza, devido à falta de recursos materiais. A direção dos rios da borracha foi a trilha natural da conquista nordestina (sobretudo do cearense), da qual também participaram grupos de paraenses e amazonenses.

## Século XX

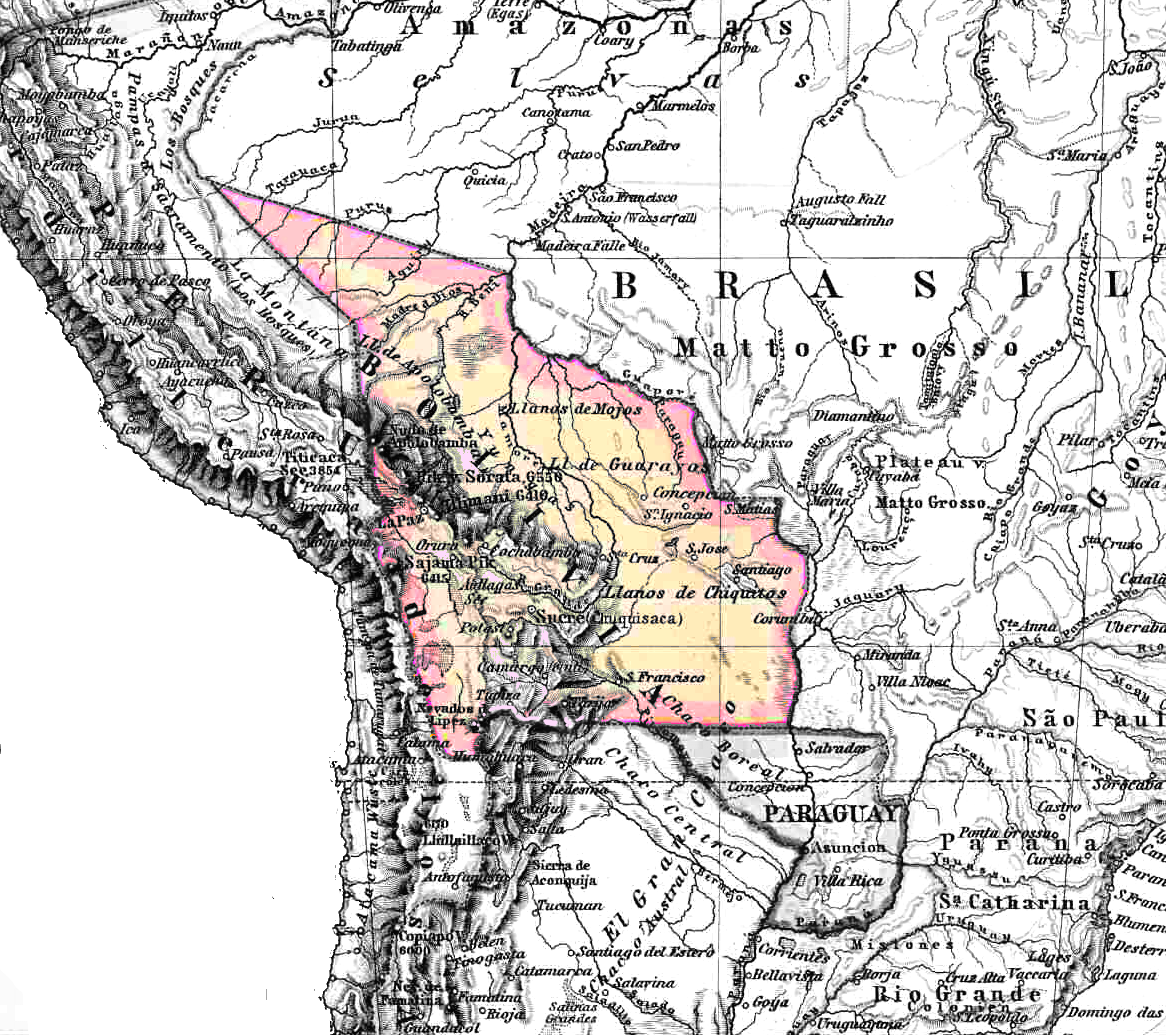
Mapa do final do século XIX, em que o Acre aparece como parte da Bolívia.

Mas em 1903, o exagero do extrativismo descontrolado no Brasil quase provocaria um conflito internacional, devido os trabalhadores brasileiros adentrarem nas florestas bolivianas, em busca de novas seringueiras, gerando pequenos conflitos fronteiriços, chamados de Questão do Acre (semelhante à anexação do Texas nos Estados Unidos).
A nova república brasileira tirava o máximo proveito das riquezas com a venda da borracha, mas a Questão do Acre preocupava. Então houve a intervenção do diplomata Barão do Rio Branco e do embaixador Assis Brasil, em parte financiados pelos Barões da borracha e pelo governo dos Estados Unidos, que culminou na assinatura do Tratado de Petrópolis em novembro de 1903, Pondo fim à contenda com a Bolívia, efetivando a aquisição do território por parte do Brasil, em troca de dois milhões de libras esterlinas e de terras de Mato Grosso e do compromisso de construir uma ferrovia para acesso das mercadorias bolivianas aos portos brasileiros do Atlântico; inicialmente na foz do rio Amazonas em Belém (Pará). Sendo integrado ao Brasil como território dividido em três departamentos.
A disputa pelo Acre não limitou-se à esfera jurídica da aplicação de tratados e teve uma dimensão de interesses políticos e geo-estratégicos importantes: para a conclusão das fronteiras, para as relações do Brasil com os Estados Unidos, para a proteção de brasileiros em território até então estrangeiro, à importância da região amazônica e, na orientação da política externa brasileira. A Questão foi resolvida com diplomacia e não pelas armas, como esperava o Presidente Getúlio Vargas. As cidades deste novo Estado foram então nomeadas com nome dos solucionadores da Questão Acre em homenagens póstumas, a capital recebeu o nome de Rio Branco e dois municípios receberam o nome de Assis Brasil e Plácido de Castro.
Assim, o Acre representou uma das principais fonte de borracha dos Aliados durante a guerra. Em reconhecimento à contribuição produtiva do Acre em prol da vitória aliada, o Brasil conseguiu recursos norte-americanos para construir a Companhia Siderúrgica Nacional, com os Acordos de Washington, e assim alavancar a industrialização estagnada do Centro-sul, sem indústrias pesadas de base.

### Revolução Acriana

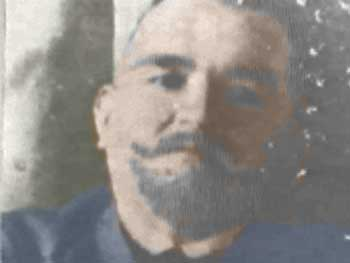
Gálvez, presidente do Acre

Em 1890, um oficial boliviano, José Manuel Pando, alertou seu governo para o fato de que na bacia hidrográfica do Juruá havia mais de 300 seringais, com a ocupação dos brasileiros implantando-se cada vez mais rapidamente em solo da Bolívia. A penetração brasileira avançara em profundidade para oeste do meridiano de 64º até além do de 72º, numa extensão de mais de mil quilômetros, muito embora já estivessem fixadas as fronteiras acima da confluência do Beni-Mamoré, segundo o tratado de 1867.
Em 1895, criou-se uma comissão para o ajuste da divisa. O representante brasileiro, Gregório Taumaturgo de Azevedo, demitiu-se após verificar que a ratificação do tratado de 1867 iria prejudicar os seringueiros ali estabelecidos.
Em 1899, os bolivianos estabeleceram um posto administrativo em Puerto Alonso, cobrando impostos e lançando taxas aduaneiras sobre as atividades dos brasileiros. No ano seguinte, o Brasil aceitou a soberania da Bolívia na zona, quando reconheceu oficialmente os antigos limites na confluência Beni-Mamoré. Os seringueiros, alheios às tramitações diplomáticas, julgaram lesados seus interesses e iniciaram movimentos de rebeldia, ocorrendo duas sérias contestações.

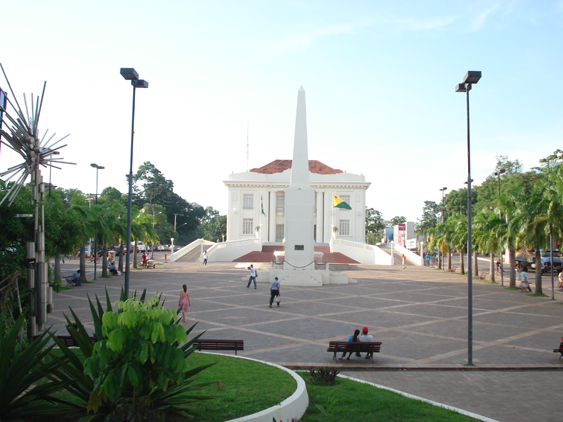
Palácio Rio Branco, sede do governo, e obelisco em homenagem aos heróis da Revolução Acriana.

Em abril de 1899, um advogado cearense, José Carvalho, liderou uma ação armada, que culminou na expulsão das autoridades bolivianas. Logo depois a Bolívia iniciou negociações com um truste anglo-americano, o Bolivian Syndicate, a fim de promover, com poderes excepcionais (cobranças de impostos, força armada), a incorporação política e econômica do Acre a seu território. O governador do Amazonas, José Cardoso Ramalho Júnior, informado do ajuste por um funcionário do consulado boliviano em Belém, o espanhol Luis Gálvez Rodríguez de Arias, enviou-o à frente de contingentes militares para ocupar Puerto Alonso. Gálvez proclamou ali a República do Acre, tornando-se seu presidente com o apoio dos seringalistas.[carece de fontes?] O novo estado tinha o objetivo de afastar o domínio boliviano para depois pedir anexação ao Brasil, a exemplo do que fizera o Texas, na América do Norte. Em março de 1900, devido protestos da Bolívia, o presidente Campos Sales extinguiu a efêmera república (oito meses após a criação). Luis Gálvez teve que capitular e retirou-se para a Europa.
Reinstalaram-se os bolivianos na região, mas sofreram em seguida o ataque de outra expedição que se constituíra em Manaus, com a ajuda do novo governador Silvério Néri, que também se opunha, nos bastidores, ao domínio da Bolívia sobre o Acre, de onde provinham, em forma de impostos, grandes quantias para o tesouro estadual. Em dezembro de 1900, composta de moços intelectuais, da boêmia de Manaus, a "Expedição dos Poetas" desbaratou-se após rápido combate em frente a Puerto Alonso.

### Ação de Plácido de Castro e intervenção diplomática
Por fim, comerciantes e proprietários no Rio Acre resolveram entregar a chefia de nova insurreição a um ex-aluno da Escola Militar de Porto Alegre, José Plácido de Castro, gaúcho de São Gabriel, que, à frente de um corpo improvisado de seringueiros, iniciou operações na vila de Xapuri, no alto Acre, e aí prendeu as autoridades bolivianas (agosto de 1902). Depois de combates esparsos e bem-sucedidos, Plácido de Castro assediou Puerto Alonso, logrando a capitulação final das forças bolivianas (fevereiro de 1903).
Influíra no espírito de Plácido de Castro o fato de haver a Bolívia arrendado o território do Acre a um sindicato estrangeiro (chartered company), semelhante aos que operavam na Ásia e na África. O Bolivian Syndicate, constituído por capitais ingleses e americanos, iria empossar-se na administração do Acre, dispondo de forças policiais e frota armada. Representantes dessa companhia chegaram à vila de Antimari (Rio Acre), abaixo de Puerto Alonso, mas desistiram da missão porque os revolucionários dominavam todo o rio, faltando pouco para o fim da resistência boliviana.

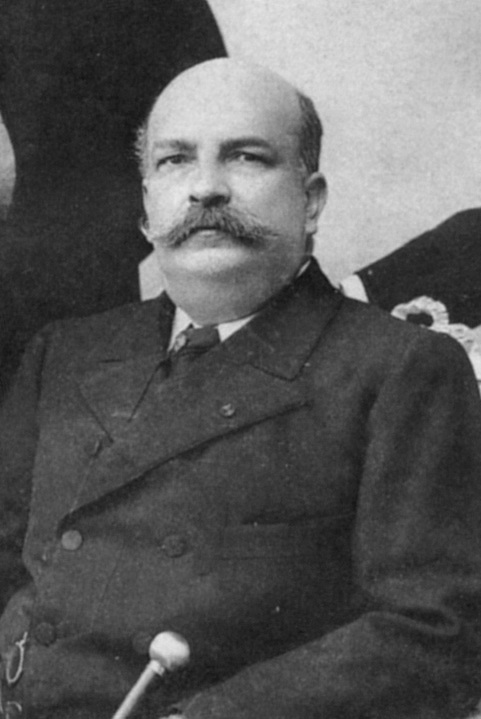
Ministro Barão do Rio Branco.

Aclamado governador do Estado Independente do Acre, Plácido de Castro organizou um governo em Puerto Alonso. Daí por diante a questão passou à esfera diplomática. O Barão do Rio Branco assumira o Ministério do Exterior e seu primeiro ato foi afastar o Bolivian Syndicate. Os banqueiros responsáveis pelo negócio aceitaram em Nova York a proposta do Brasil: dez mil libras esterlinas como preço da desistência do contrato (fevereiro de 1903). Subsequentemente, Rio Branco ajustou com a Bolívia um modus vivendi que previa a ocupação militar do território, até o paralelo de 10º20', por destacamentos do Exército Brasileiro, na zona que se designou como Acre Setentrional. Do paralelo 10º20, para o sul — o Acre Meridional — subsistiu a governança de Plácido de Castro, sediada em Xapuri. Em novembro de 1903, Rio Branco e o plenipotenciário Assis Brasil assinaram com os representantes da Bolívia o Tratado de Petrópolis, pelo qual o Brasil adquiriu o Acre por compra (dois milhões de libras esterlinas, ou 36 268 contos e 870 mil-réis em moeda e câmbio da época), e cedeu uma pequena faixa do então território do Mato Grosso denominada Triângulo do Abunã, com aproximadamente 2 300 km². Em consequência, dissolveu-se o Estado Independente, passando o Acre Meridional e o Acre Setentrional a constituírem o território brasileiro do Acre, organizado, segundo os termos da lei n° 1.181, de 25 de fevereiro de 1904, e do decreto 5 188, de 7 de abril de 1904, em três departamentos administrativos: o do Alto Acre, o do Alto Purus e o do Alto Juruá, chefiados por prefeitos da livre escolha e nomeação do presidente da república.
Solucionada a parte da Bolívia, um outro caso tinha de ser resolvido com o Peru. O governo de Lima, alegando validez de títulos coloniais, reivindicava todo o território do Acre e mais uma extensa área do estado do Amazonas. Delegações administrativas e militares desse país tentaram estabelecer-se no Alto Purus (1900, 1901 e 1903) e no Alto Juruá (1898 e 1902). Os brasileiros, com seus próprios recursos, forçaram os peruanos a abandonar o Alto Purus (setembro de 1903). Rio Branco, para evitar novos conflitos, sugeriu um modus vivendi para a neutralização de áreas no Alto Purus e no Alto Juruá e o estabelecimento de uma administração conjunta (julho de 1904). Isso não impediu um conflito armado entre peruanos e um destacamento do exército brasileiro em serviço no recém-criado departamento do Alto Juruá. A luta findou com a retirada das forças peruanas. À luz dos títulos brasileiros e dos estudos das comissões mistas que pesquisaram as zonas do Alto Purus e do Alto Juruá, Rio Branco propôs ao governo do Peru o acerto de limites firmado a 8 de setembro de 1909. Com esse ato completou-se a integração político-jurídica do território na comunidade brasileira.

### Movimento autonomista

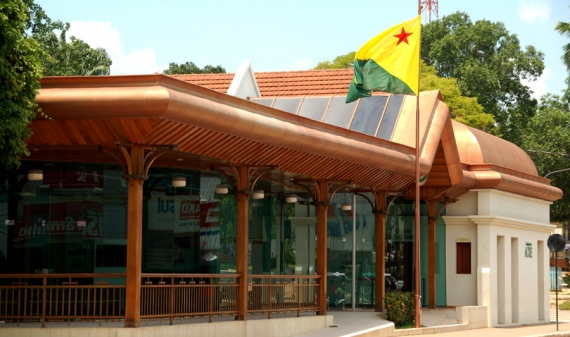
Memorial dos Autonomistas, localizado na capital Rio Branco

Entre 1904 e 1920 o Acre não teve uma única capital, com as capitais dos três departamentos se reportando diretamente ao governo federal.[carece de fontes?] A evolução do Acre aparece como fenômeno típico de penetração moderna na história do Brasil, acompanhada de importantes contribuições na projeção econômica do país. Exercendo papel de destaque na exportação nacional até 1913, quando se iniciou da borracha nos mercados europeu e norte-americano, o Acre conheceu um período de grande prosperidade: na passagem do século, em menos de um década contava com mais de 50.000 habitantes. Logo após a anexação do Acre ao Brasil, os acrianos esperavam pela sua elevação a Estado o mais rápido possível, uma vez que, nessa época (Auge do Ciclo da Borracha), o Acre representava 1/3 do PIB brasileiro. Porém isso não aconteceu. Atendendo às disposições jurídicas do Tratado de Petrópolis, o presidente Rodrigues Alves sancionou a lei que criava o Território do Acre (1904) - o primeiro do país - dividindo o território em três departamentos: o do "Alto Acre", o do "Alto Purus" e o do "Alto Juruá", este último desmembrado para formar o do "Alto Tarauacá" em 1912. A administração departamental exercia-se, até 1921, por prefeitos designados pelo Presidente da República.[carece de fontes?]
Essa subjugação causou intensas revoltas da população. Foi o caso da revolta de Cruzeiro do Sul, em 1910, que depôs o Prefeito Departamental do Alto Juruá e proclamou criado o Estado do Acre (a chamada Revolta do Alto Juruá). Cem dias depois, entretanto, as tropas federais atacaram os revoltosos e restabeleceram a "ordem" e a tutela. Em 1913, um movimento de revolta ocorreria no Purus, em Sena Madureira, por motivos muito semelhantes ao do Alto Juruá. Em 1918, seria a vez da luta autonomista chegar ao vale do Acre, em Rio Branco, que protestou intensamente contra a manutenção daquela situação de subjugação ao governo federal. Porém ambas as revoltas foram igualmente sufocadas à força pelo governo brasileiro.

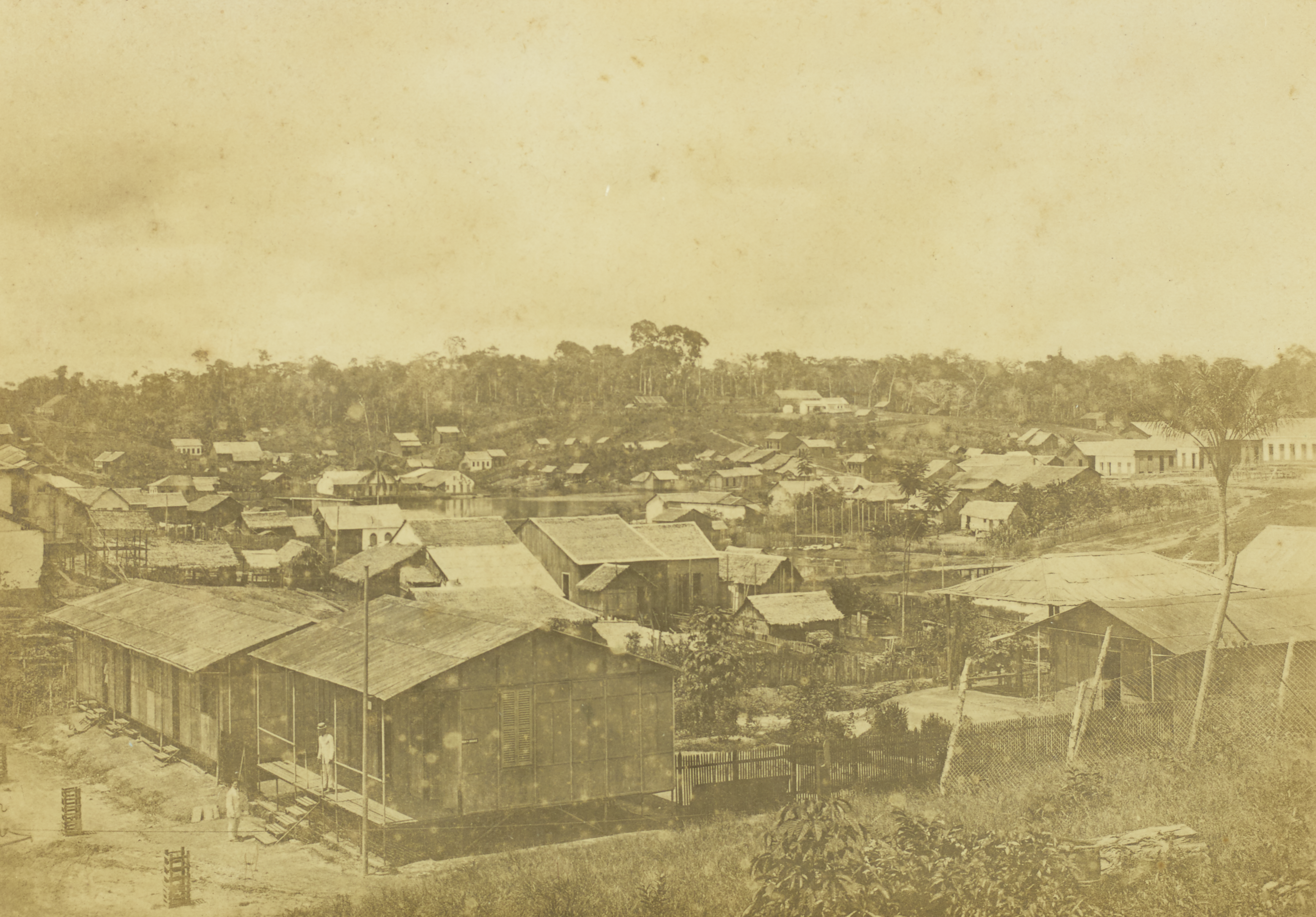
Cruzeiro do Sul, 1906.

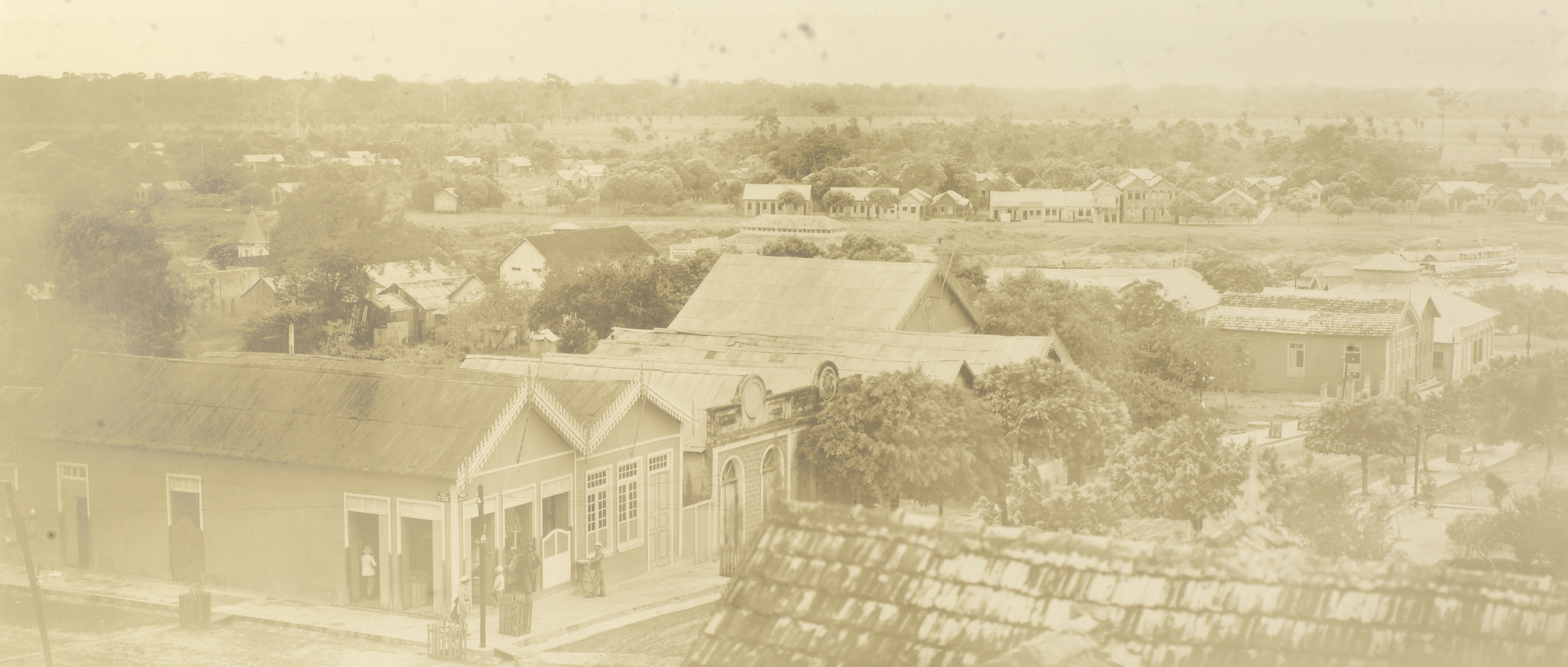
Rio Branco, 1930.

A partir do fracasso das revoltas, a luta pela autonomia não recorreu mais às armas. Depois disso, a reforma política de 1920 - que unificou as quatro prefeituras departamentais em um único governo territorial - serviu para acalmar o vale do Acre, que foi beneficiado pela reforma, já que, para capital do território, foi escolhida Rio Branco. Com a queda do Ciclo da Borracha (1920), o movimento autonomista foi perdendo força, ressurgindo apenas uma década mais tarde, quando a Revolução de 1930 alterou completamente os rumos da república brasileira. Nesse momento, os acrianos acreditaram que poderiam, enfim, conquistar a tão sonhada autonomia. Mas foi em vão.
Com a constituição de 1934, o Acre só obteve o direito de eleger dois deputados federais para representá-lo na Câmara Federal, sem alterar o regime de indicação dos governadores do território. Seguiu-se mais um longo período em que as discussões autonomistas não passavam de conversas em intermináveis reuniões e de fundações de agremiações políticas e jornais que tinham como bandeira maior o autonomismo. Multiplicaram-se os simulacros de partidos políticos: Legião Autonomista, Partido Construtor, Partido Autonomista, Partido Republicano do Acre Federal, Comitê Pró-autonomia, etc. Assim como se multiplicavam os títulos de jornais com apelo autonomista, como por exemplo: O Estado, O Autonomista, O Estado do Acre etc.
Durante a Segunda Guerra Mundial (1939-1945), os seringais da Malásia foram ocupados pelos japoneses e, a Tailândia um grande produtor de borracha, participou da guerra ao lado do Eixo. Assim, o Acre representou uma das principais fonte de borracha dos Aliados durante a guerra. Em reconhecimento à contribuição produtiva em prol da vitória aliada, o Brasil conseguiu recursos norte-americanos para construir a Companhia Siderúrgica Nacional, e assim alavancar a industrialização estagnada do Centro-sul, sem indústrias de base. Para solucionar o impasse e, também para suprir a borracha para o material bélico dos Forças Aliadas, em maio de 1941 o governo brasileiro fez acordos com o governo dos Estados Unidos, os Acordos de Washington, iniciando outra operação em larga escala de extração de látex na Amazônia, a Batalha da Borracha.
Impulso mesmo o movimento autonomista só voltaria a ter em meados da década de 50, quando o Partido Social Democrático, do ex-governador José Guiomard dos Santos, resolveu assumir essa bandeira e elaborar um projeto de lei que transformava o Acre em Estado. Esse projeto causou grande movimentação política em todo o Acre e chegou ao Congresso Nacional em 1957, provocando uma intensa disputa política entre o PTB de Oscar Passos e o PSD de Guiomard Santos, tendo o primeiro se posicionado contra a lei de transformação do Acre em Estado.
Depois de muitas disputas no Congresso Nacional, finalmente em 1962, durante a fase parlamentarista do governo João Goulart, foi assinada a lei 4 070, de autoria do então deputado Guiomard Santos. Por uma ironia política, o presidente João Goulart era do Partido Trabalhista Brasileiro, o partido que, a nível nacional, se colocava contra o tal projeto. Ainda assim, o projeto foi aprovado e passou a vigorar a partir do dia 15 de junho de 1962.
O PTB, todavia, não foi de todo derrotado. Nas primeiras eleições livres e diretas realizadas na história do Acre, o PTB foi o grande vencedor, fazendo o primeiro governador constitucional do Acre, o Professor José Augusto de Araújo, além de todas as prefeituras municipais acrianas. Na década de 1960, iniciou-se o segundo ciclo de esforços para acelerar o progresso da área amazônica, com a criação da Superintendência do Desenvolvimento da Amazônia (SUDAM,1966). Procurou-se melhor entrosar os subsetores regionais dentro do próprio Estado, concorrendo para isso os ramais da Transamazônica, que ligaram Rio Branco e Brasileia, no alto curso do Acre, e Cruzeiro do Sul, às margens do Juruá, cortando os vales do Purus e do Tarauacá. Incrementou-se a política de planejamento, destinada a corrigir as distorções demográficas, econômicas e políticas da integração nacional. Na década de 1980, o governo do Acre venceu uma ação judicial contra o Amazonas, onde reivindicava nova demarcação dos limites territoriais, sob a alegação de que deveriam ser acima da linha Cunha Gomes. O Instituto Brasileiro de Geografia e Estatística (IBGE) constatou ser procedente.

## Século XXI
Em 2005, foi iniciada a construção da Estrada do Pacífico, que dá ao Brasil, pelo Acre, acesso a três portos peruanos no Oceano Pacífico (Ilo, Maratani e San Juán) para facilitar as exportações para a Ásia. A estrada foi concluída em 2011.
Em 2007, a assembleia legislativa do estado aprovou uma regularização fundiária para legitimar a posse e a alienação de propriedades públicas rurais, que beneficia 600 famílias em cerca de dez municípios acreanos, um feito inédito no país. Em junho de 2008, entrou em vigor a lei que alterou os fusos horários brasileiros e o Acre passou a ter uma hora a menos, e não duas, em relação ao fuso de Brasília. Depois de um referendo, o Acre retornou ao antigo fuso horário.
A partir de 2008, o Brasil reforçou o efetivo do Exército na fronteira do Acre com o departamento boliviano de Pando. Essa região da fronteira se tornara instável com o massacre de trinta camponeses bolivianos, feito por opositores ao referendo de aprovação de uma nova Constituição, mas os conflitos se dissiparam com a realização do referendo na Bolívia, em janeiro de 2009.
Em abril de 2008, o Acre vence uma questão judicial com o estado do Amazonas em relação ao litígio em torno da linha Cunha Gomes, em uma disputa territorial de 26 anos, anexando os municípios de Envira, Guajará, Boca do Acre, Pauini, Eirunepé e Ipixuna. A redefinição territorial consolidou a inclusão de 1,2 milhão de hectares do complexo florestal Liberdade, Gregório e Mogno ao território do Acre, o que corresponde a 11 583,87 quilômetros quadrados.
Desde 2019, Gladson de Lima Cameli (PP) é o governador do estado, tendo sido eleito com 53,71% dos votos válidos.